# Circondario di Wunsiedel im Fichtelgebirge
Il circondario di Wunsiedel im Fichtelgebirge (in tedesco Landkreis Wunsiedel im Fichtelgebirge, ufficialmente Landkreis Wunsiedel i.Fichtelgebirge) è uno dei circondari dello stato tedesco della Baviera.
Fa parte del distretto governativo dell'Alta Franconia.

## Città e comuni
(Abitanti al 31 dicembre 2023)
| Comuni del circondario | Città 1. Arzberg (5 094) 2. Hohenberg an der Eger (1 438) 3. Kirchenlamitz (3 144) 4. Marktleuthen (2 878) 5. Marktredwitz, Grande città circondariale (17 254) 6. Schönwald (3 165) 7. Selb, Grande città circondariale (14 727) 8. Weißenstadt (3 031) 9. Wunsiedel (9 294) Comuni mercato 1. Schirnding (1 156) 2. Thiersheim (1 764) 3. Thierstein (1 082) | Comuni 1. Bad Alexandersbad (962) 2. Höchstädt i.Fichtelgebirge (1 055) 3. Nagel (1 720) 4. Röslau (2 076) 5. Tröstau (2 132) Comunità amministrative 1. Comunità amministrativa di Schirnding Hohenberg a.d.Eger e Schirnding 2. Comunità amministrativa di Thiersheim Höchstädt i.Fichtelgebirge, Thiersheim e Thierstein 3. Comunità amministrativa di Tröstau Bad Alexandersbad, Nagel e Tröstau |